# Время петь!
«Время петь!» — третий студийный альбом российской музыкальной группы «Чи-Ли», выпущенный 18 ноября 2010 года на лейблах Velvet Music и «Монолит Рекордс». В новый лонгплей было включено одиннадцать песен, некоторые из которых уже стали хитами, а так же три ремикса. Среди синглов, попавших в альбом были: «Сказки» — дуэт с Гошей Куценко, ставший лауреатом фестиваля «Песня года», и летний хит «Орэ-Орэ».

## Отзывы критиков
| Оценки критиков | Оценки критиков |
| Источник        | Оценка          |
| --------------- | --------------- |
| InterMedia      | [ 3 ]           |

Алексей Мажаев в рецензии для InterMedia написал: «Новый альбом группы не выглядит вымученным. Ирина с видимым удовольствием пользуется своим природным вокальным даром, а Сергей Карпов, второй (если не первый) человек в группе, предпочел уйти в тень и вышел из состава, сосредоточившись на композиторстве и саунд-продюсировании. На пластинке „Чи-Ли“ честно пытается развивать все свои поп-этнографические разработки, добиваясь даже некоторого стилистического разнообразия. Обращают на себе внимание лирический трек „Обещаю“, несколько ритмичных боевиков, выбрать из которых самые заметные тяжело, и авторская песня Забияки „Кошка“ — откровенность и автобиографичность на эстраде так дефицитны, что ценятся особо. Композиция „Сказка“ начинается с совсем мужского голоса, который, как выясняется, принадлежит Гоше Куценко; отдадим должное саунд-продюсеру пластинки — здесь непокорный вокал Гоши работает песне в плюс, а не как обычно. Свой профессиональный уровень „Чи-Ли“ выдерживает, в то же время „Время петь!“ совсем не обещает, что от группы можно ожидать каких-то новых приятных сюрпризов».

## Список композиций
Слова и музыка всех песен Сергея Карпова, за исключением отмеченных.
1. «Почему?» — 3:24
2. «Орэ-Орэ» — 3:51
3. «Сказки» (Александр Сахаров) — 3:03 — совместно с Гошей Куценко
4. «Таити» — 3:24
5. «В миноре» — 4:00
6. «Обещаю» — 4:00
7. «Одиночество» (Ирина Забияка, Сергей Карпов) — 3:31
8. «Можно всё!» (Александр Калинкин, Денис Копытов, Павел Есенин) — 2:29
9. «Кошка» (Ирина Забияка) — 3:08
10. «Алмазы» — 3:36
11. «Орэ-Орэ» — 3:31 — Sergei Karpov Remix
12. «Можно всё!» — 3:26 — Dj Kirill Clash Radio Remix
13. «Сказки» — 3:39 — DJ Matuya & T-Lovers Radio Remix

## Участники записи
- Группа «Чи-Ли»:
  - Барабаны — Максим Комаров (7)
  - Бас-гитара — Антон Пивцов (7)
  - Вокал — Ирина Забияка
  - Гитара — Михаил Калинин (1, 2, 4, 6, 10)
  - Клавиши — Иван Новиков
- Альт — Марсель Мифтахов (2)
- Аранжировка:
  - Сергей Карпов (1, 2, 4—7, 9—11)
  - Александр Сахаров (3)
  - Денис Копытов (8)
  - Павел Есенин (8)
  - DJ Kirill Clash (12)
  - DJ Matuya (13)
  - T-Lovers (13)
- Мастеринг — Андрей Субботин
- Саунд-продюсер — Сергей Карпов
- Сведение:
  - Андрей Пащенков (1, 2, 4—6)
  - Александр Сахаров (3)
  - Денис Копытов (8)
  - Павел Есенин (8)
  - Сергей Карпов (7, 9, 10)
- Труба — Иван Карасёв (4)

Все данные взяты из аннотации к альбому.

## Видеоклипы
- 2009 — «Сказки» (реж. Владислав Опельянц)[5]
- 2009 — «Орэ-Орэ» (реж. Владислав Опельянц)[6]
- 2010 — «Можно всё!» (реж. Сергей Карпов)[7]
- 2010 — «Кошка» (реж. Сергей Карпов)[8]